# Cantón de Yenne
El cantón de Yenne (en francés canton de Yenne) era una división administrativa francesa, que estaba situada en el departamento de Saboya y la región de Ródano-Alpes.

## Composición
El cantón estaba formado por catorce comunas:
- La Balme
- Billième
- La Chapelle-Saint-Martin
- Jongieux
- Loisieux
- Lucey
- Meyrieux-Trouet
- Ontex
- Saint-Jean-de-Chevelu
- Saint-Paul
- Saint-Pierre-d'Alvey
- Traize
- Verthemex
- Yenne

## Supresión del cantón
En aplicación del decreto n.º 2014-272 del 27 de febrero de 2014, el cantón de Yenne fue suprimido el 1 de abril de 2015 y sus 14 comunas pasaron a formar parte del nuevo cantón del Bugey saboyano.